# 웰스 (서머싯주)

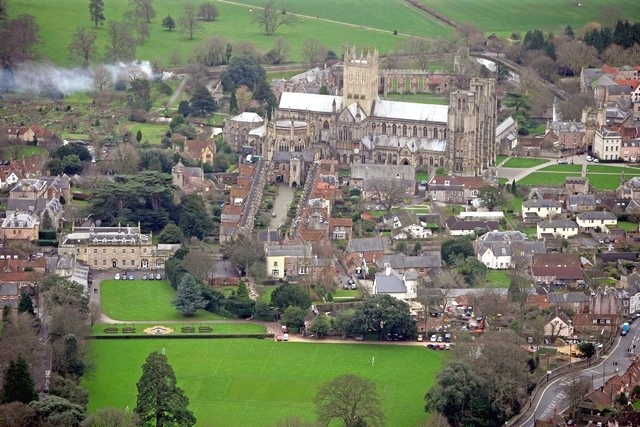
웰스

웰스(Wells)는 잉글랜드 서머싯주에 위치한 도시로 인구는 10,536명(2011년 기준)이다.